# Herrarnas längdhopp vid VM i friidrott 1991

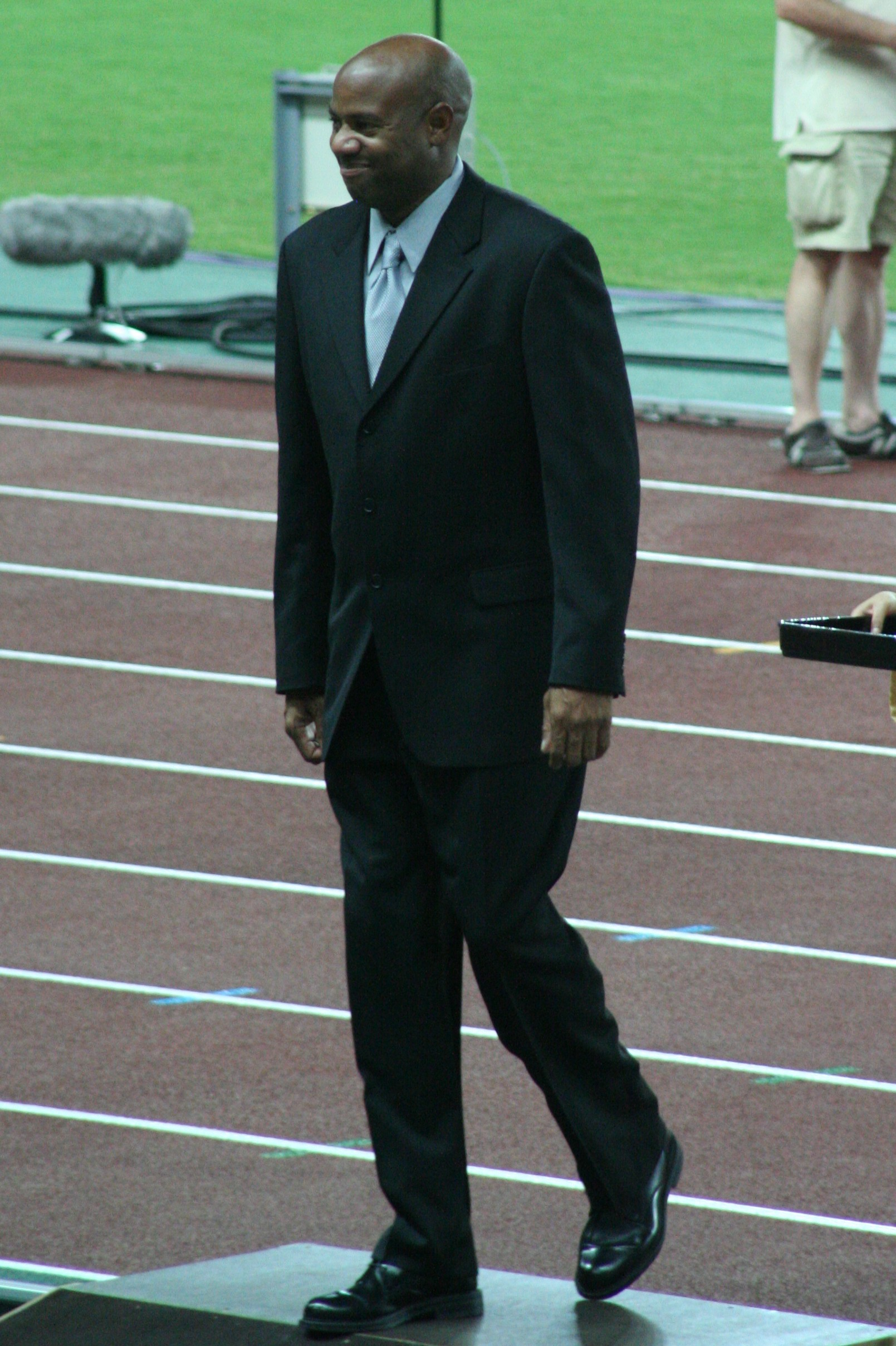
Mike Powell

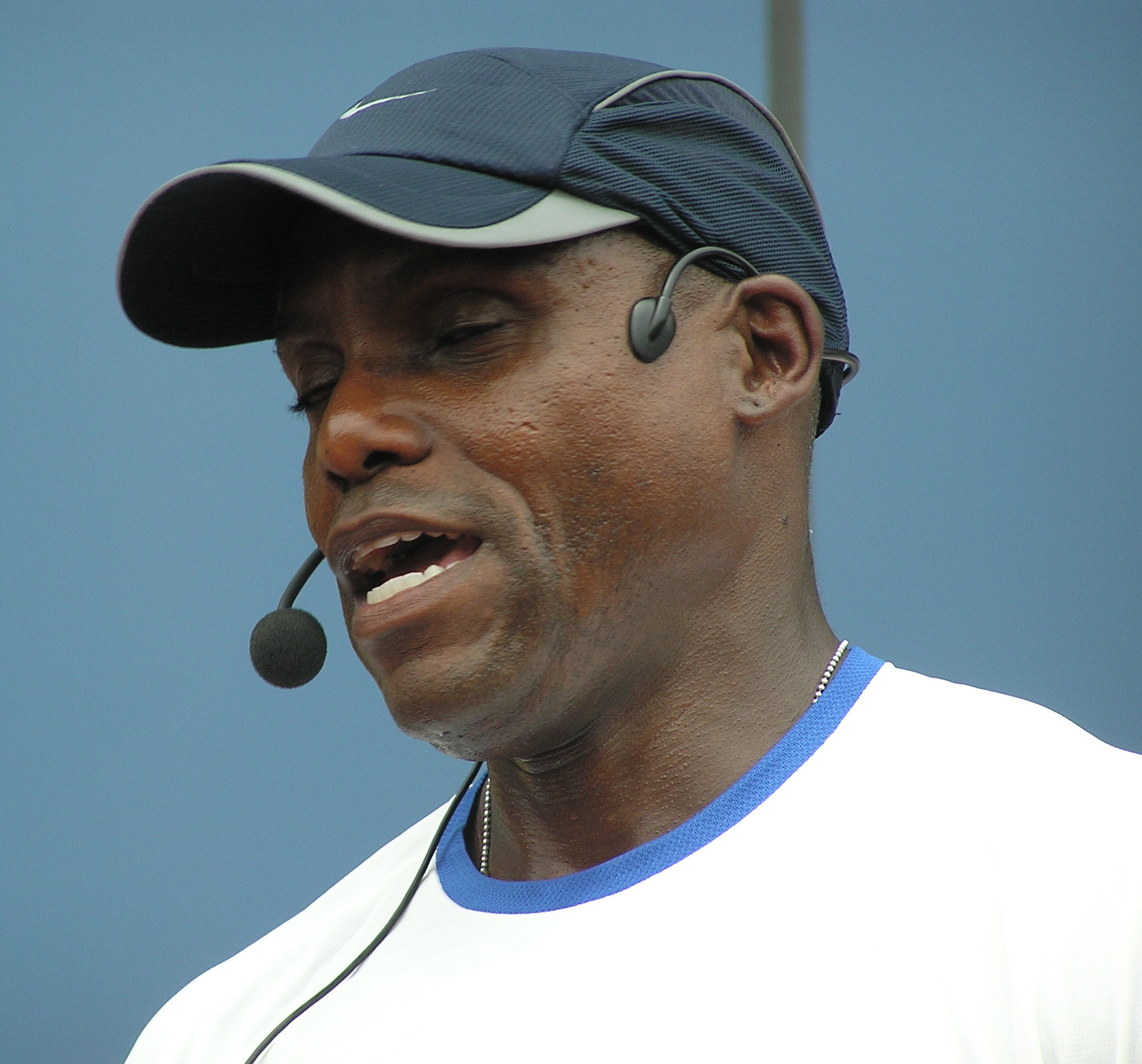
Carl Lewis

Herrarnas längdhopp vid VM i friidrott 1991 i Tokyo är en av friidrottshistoriens mest minnesvärda tävlingar.
Innan mästerskapet var världsrekordet 8,90 meter som Bob Beamon hade noterat vid Olympiska sommarspelen 1968 i Mexico City. Världsrekordet när det slogs ansågs vara oslagbart men flera hoppare hade noterat hopp som närmade sig Beamons rekord. Närmast hade den sovjetiska hopparen Robert Emmiyan kommit då han med perfektvind (+ 1,9 m/s) på hög höjd hoppade 8,86.
De två stora favoriterna inför mästerskapet var amerikanerna Carl Lewis och Mike Powell. Powell hade ett personligt rekord på 8,66 medan Lewis hade hoppat 8,79.
I kvalet, som ägde rum den 29 augusti 1991, hade Lewis det klart längsta hoppet på 8,56 meter medan Powell hoppade 8,19 meter.

## Finalen
Finalen ägde rum den 30 augusti och Lewis inledde i det första försöket med att hoppa 8,68. Hoppet var en centimeter längre än det då gällande mästerskapsrekordet. Powell inledde med ett hopp på 7,85 meter.
I den andra omgången närmade sig Powell då han hoppade 8,54 meter medan Lewis fick ett ogiltigt resultat. I den tredje omgången hoppade Powell 8,29 medan Lewis noterade ett nytt personligt rekord med ett hopp på 8,83 meter.
I den fjärde omgången fick Powell ett ogiltigt resultat medan Lewis hoppade 8,91. Hoppet var en centimeter längre än det då gällande världsrekordet. Emellertid var vinden för stark +3,0 m/s så hoppet räknades aldrig som världsrekord men dock som ett ledarhopp.
I den femte omgången gjorde Powell sitt livs hopp då han hoppade 8,95. Då hoppet var i godkänd vind +0,3 m/s räknades det även som ett nytt världsrekord. Lewis svarade med att hoppa 8,87 som även blev det längsta hopp han någonsin gjorde med godkänd vind (-0,2 m/s).
I den avslutande sjätte omgången gjorde Lewis ytterligare ett mäktigt hopp, denna gång på 8,84 meter men det räckte inte och Powell blev världsmästare.